# Lewis Wing
Lewis Wing, né le 23 mai 1995 à Newton Aycliffe en Angleterre, est un footballeur anglais qui évolue au poste de milieu central au Reading FC.

## Biographie

### Débuts professionnels
Passé par le Shildon AFC, Lewis Wing signe en faveur du Middlesbrough le 28 juin 2017. Il doit dans un premier temps renforcer l'équipe réserve, mais il réalise finalement ses débuts en professionnel le 22 août 2017, lors d'un match de Coupe de la Ligue anglaise contre Scunthorpe United, où il entre en jeu à la place de Grant Leadbitter (victoire 3-0 de Middlesbrough).

### Yeowil Town
Le 5 janvier 2018, Lewis Wing est prêté jusqu'à la fin de la saison à Yeovil Town, en League Two (quatrième division).

### Retour à Middlesbrough
Wing est de retour à Middlesbrough pour la saison 2018-2019, où il est intégré à l'équipe professionnelle. Il fait sa première apparition en Championship le 4 août 2018, lors de la première journée face au Millwall FC. Il est titulaire lors de cette partie, et offre une passe décisive au profit de son coéquipier George Friend dans les tout derniers instants du match, permettant à son équipe d'égaliser, et d'ainsi rapporter le point du match nul (2-2).

### Prêts
Le 1er février 2021, il est prêté à Rotherham United jusqu'à la fin de la saison.
Le 27 juillet 2021, il est prêté à Sheffield Wednesday.

### Reading FC
Le 21 juillet 2023, Lewis Wing rejoint le Reading FC. Il signe un contrat courant jusqu'en juin 2026.